# Han Jinyu

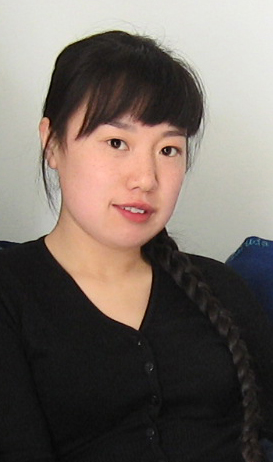
Han Jinyu, 2007

Han Jinyu (chinesisch 韩瑾瑜; * 8. August 1979 in Peking), auch bekannt unter dem Namen TingTing bzw. TingTing Han, ist eine Ölmalerin, die sich auf Porträts, Stillleben und Landschaftsmalerei spezialisiert hat. Sie malt hauptsächlich im Stil des Realismus aber auch der Moderne.

## Leben
Im Alter von drei Jahren wurde sie von ihrer Mutter in die Ausbildung der traditionellen chinesischen Kunst bei dem berühmten Wang Shengjun eingeschrieben. Bis zum 15. Lebensjahr erlernte und verfeinerte sie ihre Kenntnisse in den vier traditionellen chinesischen Künsten: Malerei, Gedichte(zunächst Shi, dann Ci), Siegelerstellung und Kalligrafie.
Ab ihrem 16. Lebensjahr begann Han ihre Fertigkeiten der westlichen bildenden Künste zu entwickeln. Kurioserweise hatte sie bis zu diesem Zeitpunkt keinerlei Interesse an der westlichen Kultur oder den westlichen bildenden Künsten. Allerdings musste sie Kenntnisse in diesen Fachgebieten erlangen, um später an der Universität zugelassen zu werden. Sie arbeitete hart an den neuen techniken und steigerte fortwährend ihre Fähigkeiten als Künstlerin in Kohle- und Stiftzeichnungen, Gouache, Wasserfarben und Ölmalerei. Sie arbeitete mit den Komponenten von Landschaften, Stillleben und Porträts des klassischen Realismus.
Mit 16 schrieb sie sich auf Anraten ihres Tutors in den Grafikdesign Vorbereitungskurs für die Tsinghua-Universität ein, welcher über drei Jahre lief. Diesen Rat gab er aber nicht, weil er an ihren künstlerischen Fähigkeiten zweifelte, sondern weil er befürchtete das die traditionelle Kunst für sie – wie für viele andere brillante Künstler – eine Brotlose Kunst sein könnte und die beruflichen Chancen im Grafikdesign besser sind. Am Ende des Kurses bestand sie die Zulassungsprüfung nicht. Ihre Mutter empfahl ihr daraufhin, sich bei der Zentralen Hochschule der Künste zu bewerben um bildende Künste zu studieren. Die schwere Zulassungsprüfung (dann im Folgejahr) bestand sie im ersten Anlauf. Dies ist eine bemerkenswerte Leistung, weil „die Zulassung im ersten Anlauf“ das letzte Mal 50 Jahre vor ihr bestanden wurde.
Zwischen ihrem 20. und 25. Lebensjahr hat sie in dem Fachbereich Ölmalerei an der Zentralen Hochschule der Künste studiert. Dieser Fachbereich ist in vier Unterbereiche eingeteilt: Renaissance, Realismus, Impressionismus und moderne, abstrakte Malerei. Ihr Hauptfächer waren Porträts und Stillleben.
Im Jahr 2004 beendete sie ihr Studium erfolgreich und ihre Abschlussarbeit Death and Angel gewann, im Wettstreit mit ihren 300 Kommilitonen, die Gold-Medaille.
In den folgenden Jahren arbeitete sie auch als Dozentin für die China Central Academy of Fine Arts in Peking sowie in anderen Universitäten in anderen Provinzen Chinas.
Im Jahr 2008 wurde sie Mitglied in der Beijing Oil Painting Society. Besonders interessant ist dabei, dass Han Jinyu unter den 300 Mitgliedern dieser Gesellschaft, der man nur über Einladung beitreten kann, die jüngste ist. Seit 2008 lädt die Gesellschaft auch keine neuen Mitglieder mehr ein.
Han ist auch ein darstellendes Mitglied der Pekingoper und hat ein Selbstbildnis in ihrer Rolle gemalt.
Ihre Gemälde finden sich in privaten und öffentlichen Sammlungen in China, Deutschland, Indien, Italien, den Niederlanden, Thailand und den USA.
Zum Mai 2010 wurde sie für ein Jahresstipendium der Bösenbergstiftung ausgewählt und verbrachte die Zeit in dem Künstlerhaus Meinersen e.V.
Im Verlaufe des Jahres gelang es ihr, mit für sie neuen Komponenten, Objekten und Kompositionen, neue Kunstwerke zu schaffen.

## Ausstellungen

### Einzelausstellungen
- 1985: Love Peace – 100 meters of pigeons.
- 1986: The Kites Flying. Traditional Chinese Painting
- 1992: Ting-Ting’s Traditional Chinese Paintings. National Art Museum of China
- 2001: Business Graphic Designs. Central Academy of Fine Arts Gallery
- 2004: SARS – White Subject. Central Academy of Fine Arts Gallery
- 2008: Invitation of Asian Famous Artist. River City Museum, Bangkok, Thailand
- 2009: Landscape of Garda Lake. Milano, Italien
- 2011: Offenes Atelier. Künstlerhaus Meinersen, Deutschland
- 2011: East meets West. Künstlerhaus Meinersen, Deutschland
- 2011: Natürlich: Anholt. Wasserburg Anholt, Deutschland
- 2012: Natürlich: Anholt 2. Wasserburg Anholt, Deutschland

### Gruppenausstellungen
- 1985: Love Peace. National Art Museum of China (Wanderausstellung Kunst für Kinder)
- 1986: Summer Palace. Kunstausstellung chinesischer Kinder; Traditionelles chinesisches Malen, Kalligraphie, Fotografie und Siegelerstellung. (gewann den „zweiten Platz“ im Bereich Traditionelles chinesisches Malen)
- 1987: Lying Buddha. Kunstausstellung chinesischer Kinder; Traditionelles chinesisches Malen, Kalligraphie, Fotografie und Siegelerstellung. (Lying Buddha gewann den ersten Platz im Bereich Traditionelles chinesisches Malen)
- 1997: Hong Kong Returns. National Art Museum of China (Wanderausstellung)
- 1988: East & West. Kunstausstellung chinesischer Kinder; Traditionelles chinesisches Malen, Kalligraphie, Fotografie und Siegelerstellung. („East & West“ gewann den „ersten Platz“ im Bereich Kalligraphie der Gedichte aus der Song-Dynastie)
- 1989: Give Soldier Red Scarf. Kunstausstellung chinesischer Kinder; Traditionelles chinesisches Malen, Kalligraphie, Fotografie und Siegelerstellung. („Give Soldier Red Scarf“ gewann den „ersten Platz“ im Bereich Traditionelles chinesisches Malen)
- 1993: Alley of Beijing. Photographic display, Beijing Hotel
- 2001: Business & Graphic Design of University Students. Central Academy of Fine Arts Gallery
- 2004: Death and Angel. Graduate literary and artistic creations by Central Academy of Fine Arts Gallery Fachbereich Ölmalerei, gewann Gold-Medaille
- 2006: Impressions of India. Chinese Famous Artists Association at Embassy of P.R.C in India, New Delhi, Indien
- 2012: East meets West II. Künstlerhaus Meinersen, Deutschland
- 2012: Kultureller Wellenschlag. Flecken Bücken, Deutschland